# Rodzina Sabaudzka-Racconigi

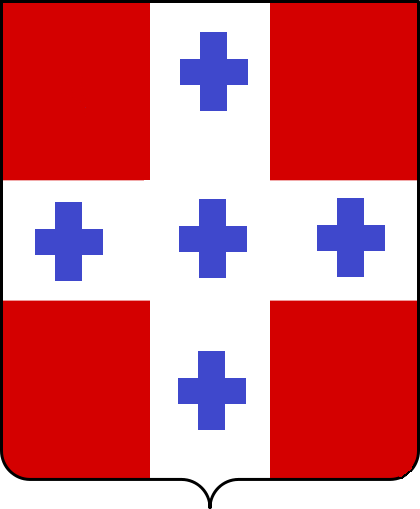
Herb rodziny Sabaudzkiej-Racconigi

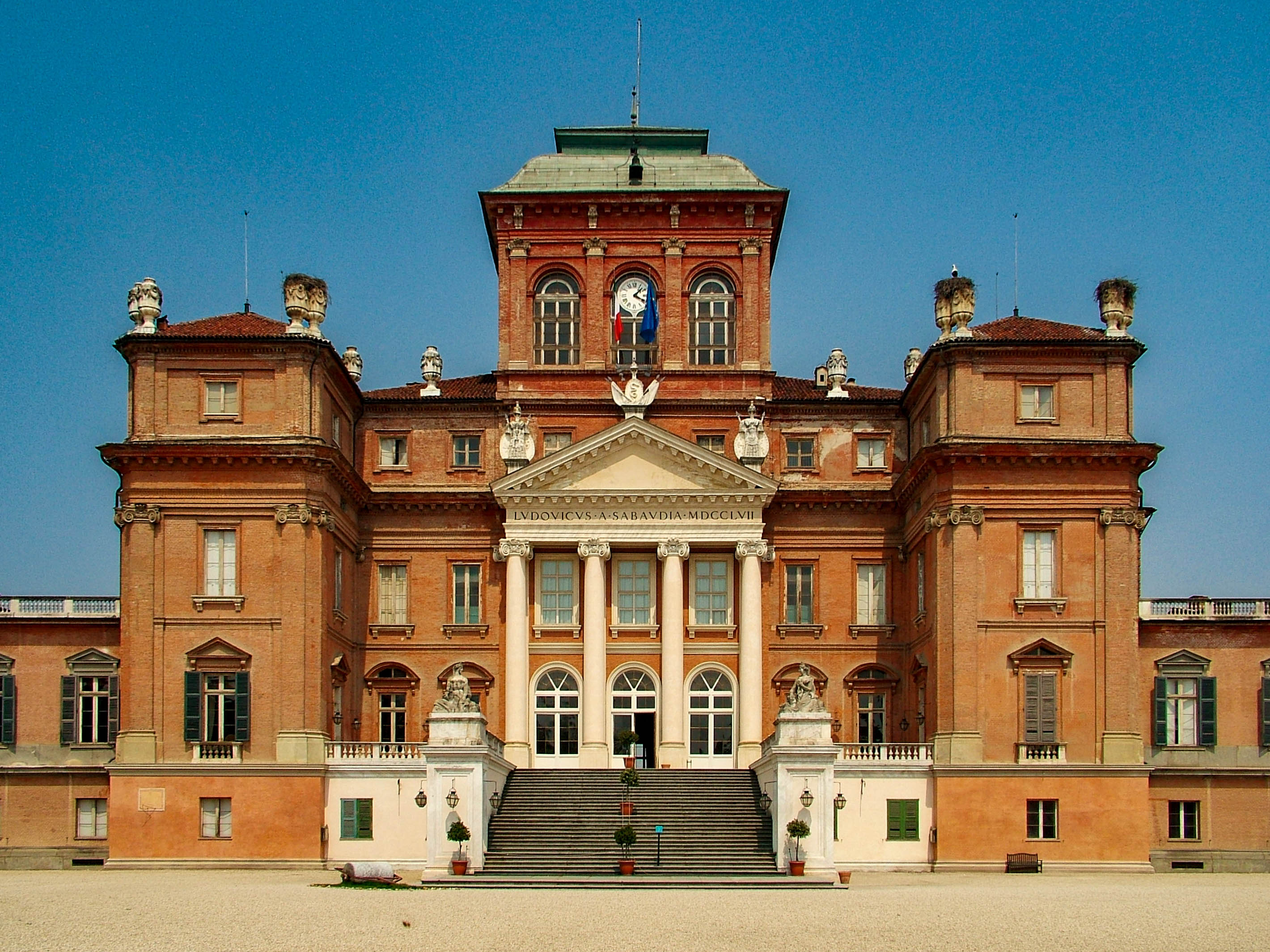
Zamek Racconigi, w średniowieczu siedziba rodziny Sabaudzkiej-Racconigi

Rodzina Sabaudzka-Racconigi wł. Savoia-Racconigi była młodszą gałęzią dynastii Sabaudzkiej. Zapoczątkował ją Ludwik I wł. Lodovico I, (1413 – 1465), naturalny syn Ludwika Sabaudzkiego-Achaja wł. Ludovico di Savoia-Achaia. Rodzina Sabaudzka-Racconigi była oddana i lojalna wobec kolejnych książąt Sabaudii. Jednak, nie pogardzili sojuszem z sąsiednim markizatem Saluzzo w 1456. W kolejnych okresach byli znani jako wierni strażnicy ziem księstwa na południe od Turynu, zajmując stanowiska na dworze. Filip otrzymał tytuł hrabiego. Członkowie gałęzi Sabaudii-Racconigi, panowie tytularnego lenna, otrzymali aktem Karola Emanuela I drugie miejsce w linii sukcesji do korony, po gałęzi Sabaudzkiej-Nemours. Ród wygasł w 1605 roku wraz ze śmiercią ostatniego przedstawiciela rodziny po mieczu, Bernarda II wł. Bernardino II, który nie miał spadkobierców. Wcześniej zmarli, również bezpotomnie, jego bracia.

## Panowie Savoia-Racconigi

### Ludwik Iwł.Ludovico I
Ludwik I Sabaudzki-Racconigi wł. Ludovico I di Savoia-Racconigi (ok. 1390 – 1459) był synem z nieprawego łoża Ludwika Sabaudzkiego-Achaja i neapolitańskiej szlachcianki. Ludwik Sabaudzki-Achaja wł. Ludovico di Savoia-Acaia, nie mając męskiego potomka z prawego łoża, legitymizował go. Senior Pancalieri od 1407, Racconigi i Migliabruna od 23 lutego 1414, a Castel Raniero i Cavour od 1417. Książę Amadeusz VIII ratyfikował akt dziedziczenia 27 lipca 1420 r., a w 1443 r. jego następca Ludwik I Sabaudzki nadał Ludwikowi lenno składającego się z terenów Racconigi, Migliabruna, Pancalieri, Osasco, Cavour i ½ Castel Raniero, oraz renty z gminy Villafranca. Tytuły księcia Achaji i hrabiego Piemontu przeszły na księcia Sabaudii. Marszałek księcia od 1454 r.
Ożenił się 3 września 1412 z Alicją Montbel fr. Alice de Montbel(zm. po 11 stycznia 1464), córką Guiguesa Montbel fr. Guigues de Montbel, pana Entremont i jego żony Katarzyny Maubec fr. Catherine de Maubec. Para miała sześcioro dzieci:
- Franciszek (patrz niżej)
- Maria (zm. po 24.10.1471, testament: 24.10.1471), wyszła za (kontrakt 12.10.1449) Amadeusza Aymone Seyssel i Aix fr. Amedee Aymone de Seyssel d'Aix hrabiego La Chambre i wicehrabiego Maurienne(inne języki) (zm. 1466), syna Jana Seyssel fr. Jean de Seysse pana Barjat (Barjac?) i La Rochette, marszałka Sabaudii[1][2]
- Ludwik wł. Ludovico (zm. przed 1503), pan Osasio i Cavour z ½ Pancalieri i Castel Raniero(inne języki) (hołd w dniu 27 maja 1461), ożenił się w 1493 z Franciszką Saluzzo wł. Francesca di Saluzzo, córką Ugonino Saluzzo wł. Ugonino di Saluzzo pana Cardè, gubernatora Pinerolo i Małgorzaty La Palud fr. Marguerite de La Palud[1][2]
- Alicja wł. Alisia (zm. po 11.1.1464), wyszła za (kontrakt: 8.3.1460) Innocentego wł. Innocenzo Fieschi pana Masserano (zm. 1492), syna Ludwika wł. Lodovico Fiesco harbiego Lavagna[1][2]
- Barbara (zm. po 11.1.1464), wyszła za Galeazzo markiza Saluzzo wł. Galeazzo de 'Marchesi di Saluzzo współseniora Mulazzano i Farigliano[1][2]
- Łucja wł. Lucia, wyszła za Conreno Roero Asti wł. Conreno Roero d'Asti pana Calosso[1][2]

 Najwyższy Order Zwiastowania Najświętszej Marii Panny (Order Annuncjaty) w 1434.

### Franciszekwł.Francesco
Pan Racconigi i Migliabruna z ½ Pancalieri i Castel Raniero o (hołd w dniu 27 marca 1461), gubernator Vercelli 1465–1467, ożenił się z Katarzyną Seyssel fr. Catherine de Seyssel, córką Jana fr. Jean Seyssel pana Barjat (Barjac?), marszałka Sabaudii, i Małgorzaty La Chambre fr. Marguerite de la Chambre. Mieli troje dzieci:
- Maria[1][2]
- Kaludiusz (patrz niżej)[1][2]
- Hannibal wł. Annibale[1][2]

Miał też jednego syna z nieprawego łoża: Bernarda wł. Bernardino (zm. po 13 maja 1497)
Zmarł przed 1.1.1503.

### Klaudiuszwł.Claudio
Pan Racconigi i Migliabruna z ½ Pancalieri i Castel Raniero (nadanie 21.12.1502), nadanie ½ Pancalieri z Sommariva 10.10.1505, marszałek generalny Sabaudii i Piemontu (1482/1483).
Ożenił się z Hipolitą wł. Ippolita Borromeo (1.1.1464 – 1527), córką Jana hrabiego Arona, patrycjusza z Mediolanu i Marii Cleofe Pia Sabaudzkiej hrabianki Carpi w 1476 roku. Mieli dwóch synów:
- Bernard (patrz niżej)[1][2]
- Antoni Ludwik (patrz niżej)[1][2]

 Najwyższy Order Zwiastowania Najświętszej Marii Panny (Order Annuncjaty) w 1518 lub 1519.

### Bernard Iwł.Bernardino I
Pan Racconigi i Migliabruna z ½ Pancalieri i Castel Raniero (nadanie z 7.1.1521), gubernator Vercelli. Wprowadził uprawę morwy i hodowlę jedwabników. Ożenił się z Jolantą wł. Violante Adorno (zm. 25.12.1526), córką Jana wł. Giovanni pana Poviglio, patrycjusza z Genui i Eleonory Sanseverino harbiów z Cajazzo, pani Poviglio i współseniory Sale (+ 1521). Mieli pięcioro dzieci:
- Ludwik (patrz niżej)[1][2]
- Filip (patrz niżej)[1][2]
- Klaudiusz wł. Claudio (zm. po 1579)[1][2]
- Karol wł. Carlo (zm. po 1578)[1][2]
- Franciszek wł. Francesco (zm. przed 22 lipca 1544)[1][2]

### Ludwik IIwł.Ludovico
Pan Racconigi i Migliabruna z ½ Pancalieri i Castel Raniero (nadanie z 25.11.1526), wódz naczelny (Luogotenente) Turynu w 1536, kawaler Suwerennego Rycerskiego Zakonu Szpitalników Świętego Jana od 1570.

### Filipwł.Filippo
Pan Racconigi i Migliabruna z ½ Pancalieri i Castel Raniero (nadanie 16.5.1538), hrabia Pancalieri (nadanie 29.11.154). Podpisał, jako minister książęcy, w 1561 roku tak zwany pokój z Cavour, w którym Emanuel Filibert Sabaudzki, przyznawał Waldensom prawo do wyznawania publicznie i swobodnie ich kultu w granicach niektóre społeczności doliny Pellice. W 1541 roku otrzymuje prawo do dziedziczenia tronu książęcego w przypadku wygaśnięcia głównej linii dyanstii i tym samym jego rodzina staje się młodszą gałęzią dynastii. Ponadto, brał udział w Bitwie pod Lepanto w 1571 roku. Ożenił się z Paula Paola Costa, córką Ludwika Antoniego wł. Luigi Antonio Mirandolo i Bony Villa z panów Rivalba, która wniosła mu w posagu Tegerone i Motturone. Mieli dziesięcioro dzieci:
- Bernard[1][2] (patrz niżej)
- Jolanta wł. Violante[1][2]
- Franciszek wł. Francesco (zginął w bitwie pod Lepanto 15 października 1571)[1][2]
- Amadeusz Ludwik[1][2] (patrz niżej)
- Filibert wł. Filiberto (zm. Saragossa 1585)[1][2]
- Bona (zm. między 14 stycznia a 3 kwietnia 1590)[1][2]
- Klaudia wł. Claudia (zm. Turyn 1617)[1][2]
- Luiza wł. Luisa[1][2]
- Oktawia wł. Ottavia (zm. po 24 marca 1589)[1][2]
- Jan Chrzciciel[1][2] (patrz niżej)

Hrabia Filip miał kochankę Nidę Nucettti lub ? Noceti, z którą miał córkę Weronikę wł. Vronica lub Małgorzatę wł. Margherita, legitymizowaną 26 września 1603. Zmarła po 1605 r.
 Najwyższy Order Zwiastowania Najświętszej Marii Panny (Order Annuncjaty) w 1568.

### Bernard IIwł.Bernardino II
Hrabia Racconigi i Pancalieri od 1581 do 1602, nadano mu Tegerone 12.1.1582 razem z bratem, nadanie Cavour i Villafranca 13.2.1583, pan Barge od 1591, pan Motturone dal 1599, nadanie Tegerone 9.6.1598, ale zrezygnował w 1599. Czas największego prestiżu rodziny. Bernard zwany "Monsignore z Racconigi" zajmował liczne stanowiska na dworze. Był kapitanem Łuczników Straży Książęcej Karola Emanuela I i brał udział we wsparciu Cesarza w walce przeciwko Turkom na Węgrzech. Wystąpił z inicjatywą rozbudowy przemysłu jedwabniczego na terenie Racconigi. Ożenił się 9 lutego 1577 z Izabelą Grillet Pommier fr. Isabelle Grillet de Pommier (zm. 1625), markizą La Cluse, wdową po Filipie fr. Philippe Montjouant, córką Mikołaja fr. Nicolas Grillet hrabiego Saint-Riquier i Marii Gondi.
Zmarł w 1605.
 Najwyższy Order Zwiastowania Najświętszej Marii Panny (Order Annuncjaty) w 25.3.1569.

## Inni ważni przedstawiciele rodziny
Antoni Ludwik wł. Antonio Luigi (zm. 1.1552), młodszy brat Bernarda I, kawaler Suwerennego Rycerskiego Zakonu Szpitalników Świętego Jana od 1516, zrezygnował. Kasztelan i kapitan w Villar Perosa w 1536, otrzymał nadanie Cavour 27.6.1538 (złożył hołd królowi Franccji 27.4.1541); wysuwał roszczenia do sukcesji po ojcu przeciwko swojemu bratu. Dwukrotnie żonaty:
- Joanna Ponteves fr. Giovanna de Pontevès (zm. po 25.5.1555), córka Tanneguy pana Cabanes i Joanny Villeneuve za panów Masse fr. Jeanne de Villeneuve dei Signori di Masse, wdowa po Lucjanie Grimaldi panu Monaco fr. Lucien de Monaco[1][2];
- W 1549 z Florimonda Costa (zm. po 1553), córką Jakuba Antoniego wł. Giacomo Antonio pana Arignano i Bene[1][2].

Klaudiusz wł. Claudio, młodszy brat Ludwika II i Filipa (testament: 13.8.1569,śmierć po 1579), hrabia Pancalieri i pan Cavour i Caselle 1562/4.6.1579, oraz Somiglier del corpo księcia Sabaudii, Emanuela Filiberta. Ożenił się po 1576 z Marią Gondi (1542/1543 – 2.1603), córką Antoniego wł. Antonio, patrycjusza z Florencji, wdową po Mikołaju Grillet Pommier hrabim Saint-Triver fr. Nicola Grillet de Pommier Conte di Saint-Trivier.
 Najwyższy Order Zwiastowania Najświętszej Marii Panny (Order Annuncjaty) nadany 14.8.1568 przez Emanuela Filiberta

 kawaler Orderu Świętych Maurycego i Łazarza (Włochy) nadany w 1573 przez Emanuela Filiberta
Jan Chrzciciel wł. Giovanni Battista (1549 – Saragossa 10.5.1585), młodszy brat Bernarda II, beneficjent oratorium Św. Marii Santa Maria w Racconigi w 1562, opat San Benigno od 1581, Protonotariusz apostolski i ambasador w Rzymie w 1582, rezygnuje z kariery kościelnej w 1582; otrzymał nadanie Tegerone 12.1.1582, markiz Tegerone od 20.6.1583, markiz Chiusa od 20.7.1583, Somiglier del corpo od 1583. Ożenił się z Benedyktą wł. Benedetta Spinola (zm. po 1589), córką Alfonsa wł. Alfonso markiza Garessio i patrycjusza z Genui.
 Najwyższy Order Zwiastowania Najświętszej Marii Panny (Order Annuncjaty) nadany w 1585 przez Karola Emanuela I

## Wygaśnięcie gałęzi
W 1605 roku Bernard II, ostatni przedstawiciel gałęzi Sabaudzkiej-Racconigi, zmarł. bez spadkobierców. Wdowa Izabela Gillet wł. Isabella de Glillet zdecydowała się przekazać dziedzictwo księciu Karolowi Emanuelowi I, pozostawiając sobie na dożywotnie użytkowanie zamek Racconigi. W 1625 roku także zamek stał się własnością książąt. Dobra gałęzi Sabaudzkiej-Racconigi zostały przeznaczone dla książąt Carignano, kolejnej młodszej gałęzi domu Sabaudzkiego.

### Drzewo genealogiczne[1][2]
|                                                                   |                                                                   |                                                                   |                                                                   |                                                                   |                                                                   |                                                               |                                                               |                                                               |                                                               |                                                               |                                                               |                                                               |                                                               |                                                                                         |                                                                                         |                                                                                                   |                                                                                                   |                                                                                                   |                                                                                                   |                                                                                                   |                                                                                                   |                                        |                                        |                                        |                                        |                                    |                                    | Ludwik I ok. 1390–1459 senior Racconigi, Migliabruna, Pancalieri, Castel Raniero i Cavour | Ludwik I ok. 1390–1459 senior Racconigi, Migliabruna, Pancalieri, Castel Raniero i Cavour | Ludwik I ok. 1390–1459 senior Racconigi, Migliabruna, Pancalieri, Castel Raniero i Cavour | Ludwik I ok. 1390–1459 senior Racconigi, Migliabruna, Pancalieri, Castel Raniero i Cavour | Ludwik I ok. 1390–1459 senior Racconigi, Migliabruna, Pancalieri, Castel Raniero i Cavour | Ludwik I ok. 1390–1459 senior Racconigi, Migliabruna, Pancalieri, Castel Raniero i Cavour |                                                                 |                                                                 | Alicja Montbel zm.1464                                          | Alicja Montbel zm.1464                                          | Alicja Montbel zm.1464                                         | Alicja Montbel zm.1464                                         | Alicja Montbel zm.1464             | Alicja Montbel zm.1464             |                                    |                                    |                                    |                                    |                    |                    |                                                              |                                                              |                                                                              |                                                                              |                                                                              |                                                                              |                                                                              |                                                                              |                        |                        |                                                    |                                                    |                                                    |                                                    |                                                    |                                                    |                                                                       |                                                                       |                                                                       |                                                                       |                                                                       |                                                                       |                                    |                                    |
|                                                                   |                                                                   |                                                                   |                                                                   |                                                                   |                                                                   |                                                               |                                                               |                                                               |                                                               |                                                               |                                                               |                                                               |                                                               |                                                                                         |                                                                                         |                                                                                                   |                                                                                                   |                                                                                                   |                                                                                                   |                                                                                                   |                                                                                                   |                                        |                                        |                                        |                                        |                                    |                                    | Ludwik I ok. 1390–1459 senior Racconigi, Migliabruna, Pancalieri, Castel Raniero i Cavour | Ludwik I ok. 1390–1459 senior Racconigi, Migliabruna, Pancalieri, Castel Raniero i Cavour | Ludwik I ok. 1390–1459 senior Racconigi, Migliabruna, Pancalieri, Castel Raniero i Cavour | Ludwik I ok. 1390–1459 senior Racconigi, Migliabruna, Pancalieri, Castel Raniero i Cavour | Ludwik I ok. 1390–1459 senior Racconigi, Migliabruna, Pancalieri, Castel Raniero i Cavour | Ludwik I ok. 1390–1459 senior Racconigi, Migliabruna, Pancalieri, Castel Raniero i Cavour |                                                                 |                                                                 | Alicja Montbel zm.1464                                          | Alicja Montbel zm.1464                                          | Alicja Montbel zm.1464                                         | Alicja Montbel zm.1464                                         | Alicja Montbel zm.1464             | Alicja Montbel zm.1464             |                                    |                                    |                                    |                                    |                    |                    |                                                              |                                                              |                                                                              |                                                                              |                                                                              |                                                                              |                                                                              |                                                                              |                        |                        |                                                    |                                                    |                                                    |                                                    |                                                    |                                                    |                                                                       |                                                                       |                                                                       |                                                                       |                                                                       |                                                                       |                                    |                                    |
|                                                                   |                                                                   |                                                                   |                                                                   |                                                                   |                                                                   |                                                               |                                                               |                                                               |                                                               |                                                               |                                                               |                                                               |                                                               |                                                                                         |                                                                                         |                                                                                                   |                                                                                                   |                                                                                                   |                                                                                                   |                                                                                                   |                                                                                                   |                                        |                                        |                                        |                                        |                                    |                                    |                                                                                           |                                                                                           |                                                                                           |                                                                                           |                                                                                           |                                                                                           |                                                                 |                                                                 |                                                                 |                                                                 |                                                                |                                                                |                                    |                                    |                                    |                                    |                                    |                                    |                    |                    |                                                              |                                                              |                                                                              |                                                                              |                                                                              |                                                                              |                                                                              |                                                                              |                        |                        |                                                    |                                                    |                                                    |                                                    |                                                    |                                                    |                                                                       |                                                                       |                                                                       |                                                                       |                                                                       |                                                                       |                                    |                                    |
|                                                                   |                                                                   |                                                                   |                                                                   |                                                                   |                                                                   |                                                               |                                                               |                                                               |                                                               |                                                               |                                                               |                                                               |                                                               |                                                                                         |                                                                                         |                                                                                                   |                                                                                                   |                                                                                                   |                                                                                                   |                                                                                                   |                                                                                                   |                                        |                                        |                                        |                                        |                                    |                                    |                                                                                           |                                                                                           |                                                                                           |                                                                                           |                                                                                           |                                                                                           |                                                                 |                                                                 |                                                                 |                                                                 |                                                                |                                                                |                                    |                                    |                                    |                                    |                                    |                                    |                    |                    |                                                              |                                                              |                                                                              |                                                                              |                                                                              |                                                                              |                                                                              |                                                                              |                        |                        |                                                    |                                                    |                                                    |                                                    |                                                    |                                                    |                                                                       |                                                                       |                                                                       |                                                                       |                                                                       |                                                                       |                                    |                                    |
|                                                                   |                                                                   |                                                                   |                                                                   | Amato Seyssel zm. 1466 hrabia La Chambre, wicehraba Maurienne     | Amato Seyssel zm. 1466 hrabia La Chambre, wicehraba Maurienne     | Amato Seyssel zm. 1466 hrabia La Chambre, wicehraba Maurienne | Amato Seyssel zm. 1466 hrabia La Chambre, wicehraba Maurienne | Amato Seyssel zm. 1466 hrabia La Chambre, wicehraba Maurienne | Amato Seyssel zm. 1466 hrabia La Chambre, wicehraba Maurienne |                                                               |                                                               | Maria zm. 1471                                                | Maria zm. 1471                                                | Maria zm. 1471                                                                          | Maria zm. 1471                                                                          | Maria zm. 1471                                                                                    | Maria zm. 1471                                                                                    |                                                                                                   |                                                                                                   |                                                                                                   |                                                                                                   |                                        |                                        | Łucja                                  | Łucja                                  | Łucja                              | Łucja                              | Łucja                                                                                     | Łucja                                                                                     |                                                                                           |                                                                                           | Conreno Roero Asti senior Calosso                                                         | Conreno Roero Asti senior Calosso                                                         | Conreno Roero Asti senior Calosso                               | Conreno Roero Asti senior Calosso                               | Conreno Roero Asti senior Calosso                               | Conreno Roero Asti senior Calosso                               |                                                                |                                                                | Barbara                            | Barbara                            | Barbara                            | Barbara                            | Barbara                            | Barbara                            |                    |                    | Galeazzo Saluzzo współsenior Mulazzano i Farigliano          | Galeazzo Saluzzo współsenior Mulazzano i Farigliano          | Galeazzo Saluzzo współsenior Mulazzano i Farigliano                          | Galeazzo Saluzzo współsenior Mulazzano i Farigliano                          | Galeazzo Saluzzo współsenior Mulazzano i Farigliano                          | Galeazzo Saluzzo współsenior Mulazzano i Farigliano                          |                                                                              |                                                                              | Alicja                 | Alicja                 | Alicja                                             | Alicja                                             | Alicja                                             | Alicja                                             |                                                    |                                                    | Innocenty Fieschi zm. 1492 senior Masserano                           | Innocenty Fieschi zm. 1492 senior Masserano                           | Innocenty Fieschi zm. 1492 senior Masserano                           | Innocenty Fieschi zm. 1492 senior Masserano                           | Innocenty Fieschi zm. 1492 senior Masserano                           | Innocenty Fieschi zm. 1492 senior Masserano                           |                                    |                                    |
|                                                                   |                                                                   |                                                                   |                                                                   | Amato Seyssel zm. 1466 hrabia La Chambre, wicehraba Maurienne     | Amato Seyssel zm. 1466 hrabia La Chambre, wicehraba Maurienne     | Amato Seyssel zm. 1466 hrabia La Chambre, wicehraba Maurienne | Amato Seyssel zm. 1466 hrabia La Chambre, wicehraba Maurienne | Amato Seyssel zm. 1466 hrabia La Chambre, wicehraba Maurienne | Amato Seyssel zm. 1466 hrabia La Chambre, wicehraba Maurienne |                                                               |                                                               | Maria zm. 1471                                                | Maria zm. 1471                                                | Maria zm. 1471                                                                          | Maria zm. 1471                                                                          | Maria zm. 1471                                                                                    | Maria zm. 1471                                                                                    |                                                                                                   |                                                                                                   |                                                                                                   |                                                                                                   |                                        |                                        | Łucja                                  | Łucja                                  | Łucja                              | Łucja                              | Łucja                                                                                     | Łucja                                                                                     |                                                                                           |                                                                                           | Conreno Roero Asti senior Calosso                                                         | Conreno Roero Asti senior Calosso                                                         | Conreno Roero Asti senior Calosso                               | Conreno Roero Asti senior Calosso                               | Conreno Roero Asti senior Calosso                               | Conreno Roero Asti senior Calosso                               |                                                                |                                                                | Barbara                            | Barbara                            | Barbara                            | Barbara                            | Barbara                            | Barbara                            |                    |                    | Galeazzo Saluzzo współsenior Mulazzano i Farigliano          | Galeazzo Saluzzo współsenior Mulazzano i Farigliano          | Galeazzo Saluzzo współsenior Mulazzano i Farigliano                          | Galeazzo Saluzzo współsenior Mulazzano i Farigliano                          | Galeazzo Saluzzo współsenior Mulazzano i Farigliano                          | Galeazzo Saluzzo współsenior Mulazzano i Farigliano                          |                                                                              |                                                                              | Alicja                 | Alicja                 | Alicja                                             | Alicja                                             | Alicja                                             | Alicja                                             |                                                    |                                                    | Innocenty Fieschi zm. 1492 senior Masserano                           | Innocenty Fieschi zm. 1492 senior Masserano                           | Innocenty Fieschi zm. 1492 senior Masserano                           | Innocenty Fieschi zm. 1492 senior Masserano                           | Innocenty Fieschi zm. 1492 senior Masserano                           | Innocenty Fieschi zm. 1492 senior Masserano                           |                                    |                                    |
|                                                                   |                                                                   |                                                                   |                                                                   |                                                                   |                                                                   |                                                               |                                                               |                                                               |                                                               |                                                               |                                                               |                                                               |                                                               |                                                                                         |                                                                                         |                                                                                                   |                                                                                                   |                                                                                                   |                                                                                                   |                                                                                                   |                                                                                                   |                                        |                                        |                                        |                                        |                                    |                                    |                                                                                           |                                                                                           |                                                                                           |                                                                                           |                                                                                           |                                                                                           |                                                                 |                                                                 |                                                                 |                                                                 |                                                                |                                                                |                                    |                                    |                                    |                                    |                                    |                                    |                    |                    |                                                              |                                                              |                                                                              |                                                                              |                                                                              |                                                                              |                                                                              |                                                                              |                        |                        |                                                    |                                                    |                                                    |                                                    |                                                    |                                                    |                                                                       |                                                                       |                                                                       |                                                                       |                                                                       |                                                                       |                                    |                                    |
|                                                                   |                                                                   |                                                                   |                                                                   |                                                                   |                                                                   |                                                               |                                                               |                                                               |                                                               |                                                               |                                                               |                                                               |                                                               |                                                                                         |                                                                                         |                                                                                                   |                                                                                                   |                                                                                                   |                                                                                                   |                                                                                                   |                                                                                                   |                                        |                                        |                                        |                                        |                                    |                                    |                                                                                           |                                                                                           |                                                                                           |                                                                                           |                                                                                           |                                                                                           |                                                                 |                                                                 |                                                                 |                                                                 |                                                                |                                                                |                                    |                                    |                                    |                                    |                                    |                                    |                    |                    |                                                              |                                                              |                                                                              |                                                                              |                                                                              |                                                                              |                                                                              |                                                                              |                        |                        |                                                    |                                                    |                                                    |                                                    |                                                    |                                                    |                                                                       |                                                                       |                                                                       |                                                                       |                                                                       |                                                                       |                                    |                                    |
|                                                                   |                                                                   |                                                                   |                                                                   |                                                                   |                                                                   | Katarzyna Seyssel                                             | Katarzyna Seyssel                                             | Katarzyna Seyssel                                             | Katarzyna Seyssel                                             | Katarzyna Seyssel                                             | Katarzyna Seyssel                                             |                                                               |                                                               | Franciszek zm. przed 1503 senior Racconigi, Migliabruna z ½ Pancalieri i Castel Raniero | Franciszek zm. przed 1503 senior Racconigi, Migliabruna z ½ Pancalieri i Castel Raniero | Franciszek zm. przed 1503 senior Racconigi, Migliabruna z ½ Pancalieri i Castel Raniero           | Franciszek zm. przed 1503 senior Racconigi, Migliabruna z ½ Pancalieri i Castel Raniero           | Franciszek zm. przed 1503 senior Racconigi, Migliabruna z ½ Pancalieri i Castel Raniero           | Franciszek zm. przed 1503 senior Racconigi, Migliabruna z ½ Pancalieri i Castel Raniero           |                                                                                                   |                                                                                                   | kochanka                               | kochanka                               | kochanka                               | kochanka                               | kochanka                           | kochanka                           |                                                                                           |                                                                                           |                                                                                           |                                                                                           |                                                                                           |                                                                                           |                                                                 |                                                                 |                                                                 |                                                                 |                                                                |                                                                |                                    |                                    | Franciszka Saluzzo                 | Franciszka Saluzzo                 | Franciszka Saluzzo                 | Franciszka Saluzzo                 | Franciszka Saluzzo | Franciszka Saluzzo |                                                              |                                                              | Ludwik zm. przed 1503 senior Osasio i Cavour z ½ Pancalieri i Castel Raniero | Ludwik zm. przed 1503 senior Osasio i Cavour z ½ Pancalieri i Castel Raniero | Ludwik zm. przed 1503 senior Osasio i Cavour z ½ Pancalieri i Castel Raniero | Ludwik zm. przed 1503 senior Osasio i Cavour z ½ Pancalieri i Castel Raniero | Ludwik zm. przed 1503 senior Osasio i Cavour z ½ Pancalieri i Castel Raniero | Ludwik zm. przed 1503 senior Osasio i Cavour z ½ Pancalieri i Castel Raniero |                        |                        |                                                    |                                                    |                                                    |                                                    |                                                    |                                                    |                                                                       |                                                                       |                                                                       |                                                                       |                                                                       |                                                                       |                                    |                                    |
|                                                                   |                                                                   |                                                                   |                                                                   |                                                                   |                                                                   | Katarzyna Seyssel                                             | Katarzyna Seyssel                                             | Katarzyna Seyssel                                             | Katarzyna Seyssel                                             | Katarzyna Seyssel                                             | Katarzyna Seyssel                                             |                                                               |                                                               | Franciszek zm. przed 1503 senior Racconigi, Migliabruna z ½ Pancalieri i Castel Raniero | Franciszek zm. przed 1503 senior Racconigi, Migliabruna z ½ Pancalieri i Castel Raniero | Franciszek zm. przed 1503 senior Racconigi, Migliabruna z ½ Pancalieri i Castel Raniero           | Franciszek zm. przed 1503 senior Racconigi, Migliabruna z ½ Pancalieri i Castel Raniero           | Franciszek zm. przed 1503 senior Racconigi, Migliabruna z ½ Pancalieri i Castel Raniero           | Franciszek zm. przed 1503 senior Racconigi, Migliabruna z ½ Pancalieri i Castel Raniero           |                                                                                                   |                                                                                                   | kochanka                               | kochanka                               | kochanka                               | kochanka                               | kochanka                           | kochanka                           |                                                                                           |                                                                                           |                                                                                           |                                                                                           |                                                                                           |                                                                                           |                                                                 |                                                                 |                                                                 |                                                                 |                                                                |                                                                |                                    |                                    | Franciszka Saluzzo                 | Franciszka Saluzzo                 | Franciszka Saluzzo                 | Franciszka Saluzzo                 | Franciszka Saluzzo | Franciszka Saluzzo |                                                              |                                                              | Ludwik zm. przed 1503 senior Osasio i Cavour z ½ Pancalieri i Castel Raniero | Ludwik zm. przed 1503 senior Osasio i Cavour z ½ Pancalieri i Castel Raniero | Ludwik zm. przed 1503 senior Osasio i Cavour z ½ Pancalieri i Castel Raniero | Ludwik zm. przed 1503 senior Osasio i Cavour z ½ Pancalieri i Castel Raniero | Ludwik zm. przed 1503 senior Osasio i Cavour z ½ Pancalieri i Castel Raniero | Ludwik zm. przed 1503 senior Osasio i Cavour z ½ Pancalieri i Castel Raniero |                        |                        |                                                    |                                                    |                                                    |                                                    |                                                    |                                                    |                                                                       |                                                                       |                                                                       |                                                                       |                                                                       |                                                                       |                                    |                                    |
|                                                                   |                                                                   |                                                                   |                                                                   |                                                                   |                                                                   |                                                               |                                                               |                                                               |                                                               |                                                               |                                                               |                                                               |                                                               |                                                                                         |                                                                                         |                                                                                                   |                                                                                                   |                                                                                                   |                                                                                                   |                                                                                                   |                                                                                                   |                                        |                                        |                                        |                                        |                                    |                                    |                                                                                           |                                                                                           |                                                                                           |                                                                                           |                                                                                           |                                                                                           |                                                                 |                                                                 |                                                                 |                                                                 |                                                                |                                                                |                                    |                                    |                                    |                                    |                                    |                                    |                    |                    |                                                              |                                                              |                                                                              |                                                                              |                                                                              |                                                                              |                                                                              |                                                                              |                        |                        |                                                    |                                                    |                                                    |                                                    |                                                    |                                                    |                                                                       |                                                                       |                                                                       |                                                                       |                                                                       |                                                                       |                                    |                                    |
|                                                                   |                                                                   |                                                                   |                                                                   |                                                                   |                                                                   |                                                               |                                                               |                                                               |                                                               |                                                               |                                                               |                                                               |                                                               |                                                                                         |                                                                                         |                                                                                                   |                                                                                                   |                                                                                                   |                                                                                                   |                                                                                                   |                                                                                                   |                                        |                                        |                                        |                                        |                                    |                                    |                                                                                           |                                                                                           |                                                                                           |                                                                                           |                                                                                           |                                                                                           |                                                                 |                                                                 |                                                                 |                                                                 |                                                                |                                                                |                                    |                                    |                                    |                                    |                                    |                                    |                    |                    |                                                              |                                                              |                                                                              |                                                                              |                                                                              |                                                                              |                                                                              |                                                                              |                        |                        |                                                    |                                                    |                                                    |                                                    |                                                    |                                                    |                                                                       |                                                                       |                                                                       |                                                                       |                                                                       |                                                                       |                                    |                                    |
|                                                                   |                                                                   |                                                                   |                                                                   |                                                                   |                                                                   |                                                               |                                                               |                                                               |                                                               |                                                               |                                                               |                                                               |                                                               |                                                                                         |                                                                                         |                                                                                                   |                                                                                                   |                                                                                                   |                                                                                                   |                                                                                                   |                                                                                                   |                                        |                                        |                                        |                                        |                                    |                                    |                                                                                           |                                                                                           |                                                                                           |                                                                                           |                                                                                           |                                                                                           |                                                                 |                                                                 |                                                                 |                                                                 |                                                                |                                                                |                                    |                                    |                                    |                                    |                                    |                                    |                    |                    |                                                              |                                                              |                                                                              |                                                                              |                                                                              |                                                                              |                                                                              |                                                                              |                        |                        |                                                    |                                                    |                                                    |                                                    |                                                    |                                                    |                                                                       |                                                                       |                                                                       |                                                                       |                                                                       |                                                                       |                                    |                                    |
|                                                                   |                                                                   |                                                                   |                                                                   |                                                                   |                                                                   |                                                               |                                                               |                                                               |                                                               |                                                               |                                                               |                                                               |                                                               |                                                                                         |                                                                                         |                                                                                                   |                                                                                                   |                                                                                                   |                                                                                                   |                                                                                                   |                                                                                                   |                                        |                                        |                                        |                                        |                                    |                                    |                                                                                           |                                                                                           |                                                                                           |                                                                                           |                                                                                           |                                                                                           |                                                                 |                                                                 |                                                                 |                                                                 |                                                                |                                                                |                                    |                                    |                                    |                                    |                                    |                                    |                    |                    |                                                              |                                                              |                                                                              |                                                                              |                                                                              |                                                                              |                                                                              |                                                                              |                        |                        |                                                    |                                                    |                                                    |                                                    |                                                    |                                                    |                                                                       |                                                                       |                                                                       |                                                                       |                                                                       |                                                                       |                                    |                                    |
| Maria                                                             | Maria                                                             | Maria                                                             | Maria                                                             | Maria                                                             | Maria                                                             |                                                               |                                                               | Klaudiusz 1521 senior Racconigi, Migliabruna i Castel Raniero | Klaudiusz 1521 senior Racconigi, Migliabruna i Castel Raniero | Klaudiusz 1521 senior Racconigi, Migliabruna i Castel Raniero | Klaudiusz 1521 senior Racconigi, Migliabruna i Castel Raniero | Klaudiusz 1521 senior Racconigi, Migliabruna i Castel Raniero | Klaudiusz 1521 senior Racconigi, Migliabruna i Castel Raniero |                                                                                         |                                                                                         | Hipolita Borromeo zm. 1527                                                                        | Hipolita Borromeo zm. 1527                                                                        | Hipolita Borromeo zm. 1527                                                                        | Hipolita Borromeo zm. 1527                                                                        | Hipolita Borromeo zm. 1527                                                                        | Hipolita Borromeo zm. 1527                                                                        |                                        |                                        | Hannibal                               | Hannibal                               | Hannibal                           | Hannibal                           | Hannibal                                                                                  | Hannibal                                                                                  |                                                                                           |                                                                                           | Bernard zm. 1497                                                                          | Bernard zm. 1497                                                                          | Bernard zm. 1497                                                | Bernard zm. 1497                                                | Bernard zm. 1497                                                | Bernard zm. 1497                                                |                                                                |                                                                | Jolanta Valperga                   | Jolanta Valperga                   | Jolanta Valperga                   | Jolanta Valperga                   | Jolanta Valperga                   | Jolanta Valperga                   |                    |                    | Jan Franciszek zm. 1538 senior Osasio, Cavour i ½ Pancalieri | Jan Franciszek zm. 1538 senior Osasio, Cavour i ½ Pancalieri | Jan Franciszek zm. 1538 senior Osasio, Cavour i ½ Pancalieri                 | Jan Franciszek zm. 1538 senior Osasio, Cavour i ½ Pancalieri                 | Jan Franciszek zm. 1538 senior Osasio, Cavour i ½ Pancalieri                 | Jan Franciszek zm. 1538 senior Osasio, Cavour i ½ Pancalieri                 |                                                                              |                                                                              | Antoni Ludwik -po 1503 | Antoni Ludwik -po 1503 | Antoni Ludwik -po 1503                             | Antoni Ludwik -po 1503                             | Antoni Ludwik -po 1503                             | Antoni Ludwik -po 1503                             |                                                    |                                                    | Jan Chrzciciel -po 1503                                               | Jan Chrzciciel -po 1503                                               | Jan Chrzciciel -po 1503                                               | Jan Chrzciciel -po 1503                                               | Jan Chrzciciel -po 1503                                               | Jan Chrzciciel -po 1503                                               |                                    |                                    |
| Maria                                                             | Maria                                                             | Maria                                                             | Maria                                                             | Maria                                                             | Maria                                                             |                                                               |                                                               | Klaudiusz 1521 senior Racconigi, Migliabruna i Castel Raniero | Klaudiusz 1521 senior Racconigi, Migliabruna i Castel Raniero | Klaudiusz 1521 senior Racconigi, Migliabruna i Castel Raniero | Klaudiusz 1521 senior Racconigi, Migliabruna i Castel Raniero | Klaudiusz 1521 senior Racconigi, Migliabruna i Castel Raniero | Klaudiusz 1521 senior Racconigi, Migliabruna i Castel Raniero |                                                                                         |                                                                                         | Hipolita Borromeo zm. 1527                                                                        | Hipolita Borromeo zm. 1527                                                                        | Hipolita Borromeo zm. 1527                                                                        | Hipolita Borromeo zm. 1527                                                                        | Hipolita Borromeo zm. 1527                                                                        | Hipolita Borromeo zm. 1527                                                                        |                                        |                                        | Hannibal                               | Hannibal                               | Hannibal                           | Hannibal                           | Hannibal                                                                                  | Hannibal                                                                                  |                                                                                           |                                                                                           | Bernard zm. 1497                                                                          | Bernard zm. 1497                                                                          | Bernard zm. 1497                                                | Bernard zm. 1497                                                | Bernard zm. 1497                                                | Bernard zm. 1497                                                |                                                                |                                                                | Jolanta Valperga                   | Jolanta Valperga                   | Jolanta Valperga                   | Jolanta Valperga                   | Jolanta Valperga                   | Jolanta Valperga                   |                    |                    | Jan Franciszek zm. 1538 senior Osasio, Cavour i ½ Pancalieri | Jan Franciszek zm. 1538 senior Osasio, Cavour i ½ Pancalieri | Jan Franciszek zm. 1538 senior Osasio, Cavour i ½ Pancalieri                 | Jan Franciszek zm. 1538 senior Osasio, Cavour i ½ Pancalieri                 | Jan Franciszek zm. 1538 senior Osasio, Cavour i ½ Pancalieri                 | Jan Franciszek zm. 1538 senior Osasio, Cavour i ½ Pancalieri                 |                                                                              |                                                                              | Antoni Ludwik -po 1503 | Antoni Ludwik -po 1503 | Antoni Ludwik -po 1503                             | Antoni Ludwik -po 1503                             | Antoni Ludwik -po 1503                             | Antoni Ludwik -po 1503                             |                                                    |                                                    | Jan Chrzciciel -po 1503                                               | Jan Chrzciciel -po 1503                                               | Jan Chrzciciel -po 1503                                               | Jan Chrzciciel -po 1503                                               | Jan Chrzciciel -po 1503                                               | Jan Chrzciciel -po 1503                                               |                                    |                                    |
|                                                                   |                                                                   |                                                                   |                                                                   |                                                                   |                                                                   |                                                               |                                                               |                                                               |                                                               |                                                               |                                                               |                                                               |                                                               |                                                                                         |                                                                                         |                                                                                                   |                                                                                                   |                                                                                                   |                                                                                                   |                                                                                                   |                                                                                                   |                                        |                                        |                                        |                                        |                                    |                                    |                                                                                           |                                                                                           |                                                                                           |                                                                                           |                                                                                           |                                                                                           |                                                                 |                                                                 |                                                                 |                                                                 |                                                                |                                                                |                                    |                                    |                                    |                                    |                                    |                                    |                    |                    |                                                              |                                                              |                                                                              |                                                                              |                                                                              |                                                                              |                                                                              |                                                                              |                        |                        |                                                    |                                                    |                                                    |                                                    |                                                    |                                                    |                                                                       |                                                                       |                                                                       |                                                                       |                                                                       |                                                                       |                                    |                                    |
|                                                                   |                                                                   |                                                                   |                                                                   |                                                                   |                                                                   |                                                               |                                                               |                                                               |                                                               |                                                               |                                                               |                                                               |                                                               |                                                                                         |                                                                                         |                                                                                                   |                                                                                                   |                                                                                                   |                                                                                                   |                                                                                                   |                                                                                                   |                                        |                                        |                                        |                                        |                                    |                                    |                                                                                           |                                                                                           |                                                                                           |                                                                                           |                                                                                           |                                                                                           |                                                                 |                                                                 |                                                                 |                                                                 |                                                                |                                                                |                                    |                                    |                                    |                                    |                                    |                                    |                    |                    |                                                              |                                                              |                                                                              |                                                                              |                                                                              |                                                                              |                                                                              |                                                                              |                        |                        |                                                    |                                                    |                                                    |                                                    |                                                    |                                                    |                                                                       |                                                                       |                                                                       |                                                                       |                                                                       |                                                                       |                                    |                                    |
|                                                                   |                                                                   |                                                                   |                                                                   |                                                                   |                                                                   |                                                               |                                                               |                                                               |                                                               |                                                               |                                                               |                                                               |                                                               |                                                                                         |                                                                                         |                                                                                                   |                                                                                                   |                                                                                                   |                                                                                                   |                                                                                                   |                                                                                                   |                                        |                                        |                                        |                                        |                                    |                                    |                                                                                           |                                                                                           |                                                                                           |                                                                                           |                                                                                           |                                                                                           |                                                                 |                                                                 |                                                                 |                                                                 |                                                                |                                                                |                                    |                                    |                                    |                                    |                                    |                                    |                    |                    |                                                              |                                                              |                                                                              |                                                                              |                                                                              |                                                                              |                                                                              |                                                                              |                        |                        |                                                    |                                                    |                                                    |                                                    |                                                    |                                                    |                                                                       |                                                                       |                                                                       |                                                                       |                                                                       |                                                                       |                                    |                                    |
|                                                                   |                                                                   |                                                                   |                                                                   |                                                                   |                                                                   |                                                               |                                                               |                                                               |                                                               |                                                               |                                                               |                                                               |                                                               |                                                                                         |                                                                                         |                                                                                                   |                                                                                                   |                                                                                                   |                                                                                                   |                                                                                                   |                                                                                                   |                                        |                                        |                                        |                                        |                                    |                                    |                                                                                           |                                                                                           |                                                                                           |                                                                                           |                                                                                           |                                                                                           |                                                                 |                                                                 |                                                                 |                                                                 |                                                                |                                                                |                                    |                                    |                                    |                                    |                                    |                                    |                    |                    |                                                              |                                                              |                                                                              |                                                                              |                                                                              |                                                                              |                                                                              |                                                                              |                        |                        |                                                    |                                                    |                                                    |                                                    |                                                    |                                                    |                                                                       |                                                                       |                                                                       |                                                                       |                                                                       |                                                                       |                                    |                                    |
| Goffredo San Martino senior Rivarolo                              | Goffredo San Martino senior Rivarolo                              | Goffredo San Martino senior Rivarolo                              | Goffredo San Martino senior Rivarolo                              | Goffredo San Martino senior Rivarolo                              | Goffredo San Martino senior Rivarolo                              |                                                               |                                                               | Bernard I 1526 senior Racconigi, Migliabruna i Castel Raniero | Bernard I 1526 senior Racconigi, Migliabruna i Castel Raniero | Bernard I 1526 senior Racconigi, Migliabruna i Castel Raniero | Bernard I 1526 senior Racconigi, Migliabruna i Castel Raniero | Bernard I 1526 senior Racconigi, Migliabruna i Castel Raniero | Bernard I 1526 senior Racconigi, Migliabruna i Castel Raniero |                                                                                         |                                                                                         | Jolanta Adorno 1521                                                                               | Jolanta Adorno 1521                                                                               | Jolanta Adorno 1521                                                                               | Jolanta Adorno 1521                                                                               | Jolanta Adorno 1521                                                                               | Jolanta Adorno 1521                                                                               |                                        |                                        | Antoni Ludwik 1552 senior Cavour       | Antoni Ludwik 1552 senior Cavour       | Antoni Ludwik 1552 senior Cavour   | Antoni Ludwik 1552 senior Cavour   | Antoni Ludwik 1552 senior Cavour                                                          | Antoni Ludwik 1552 senior Cavour                                                          |                                                                                           |                                                                                           | kochanka                                                                                  | kochanka                                                                                  | kochanka                                                        | kochanka                                                        | kochanka                                                        | kochanka                                                        |                                                                |                                                                | Lionetta zm. 1538                  | Lionetta zm. 1538                  | Lionetta zm. 1538                  | Lionetta zm. 1538                  | Lionetta zm. 1538                  | Lionetta zm. 1538                  |                    |                    | Żaklina Montbel                                              | Żaklina Montbel                                              | Żaklina Montbel                                                              | Żaklina Montbel                                                              | Żaklina Montbel                                                              | Żaklina Montbel                                                              |                                                                              |                                                                              | Leonetta Vilanova      | Leonetta Vilanova      | Leonetta Vilanova                                  | Leonetta Vilanova                                  | Leonetta Vilanova                                  | Leonetta Vilanova                                  |                                                    |                                                    | kochanka                                                              | kochanka                                                              | kochanka                                                              | kochanka                                                              | kochanka                                                              | kochanka                                                              |                                    |                                    |
| Goffredo San Martino senior Rivarolo                              | Goffredo San Martino senior Rivarolo                              | Goffredo San Martino senior Rivarolo                              | Goffredo San Martino senior Rivarolo                              | Goffredo San Martino senior Rivarolo                              | Goffredo San Martino senior Rivarolo                              |                                                               |                                                               | Bernard I 1526 senior Racconigi, Migliabruna i Castel Raniero | Bernard I 1526 senior Racconigi, Migliabruna i Castel Raniero | Bernard I 1526 senior Racconigi, Migliabruna i Castel Raniero | Bernard I 1526 senior Racconigi, Migliabruna i Castel Raniero | Bernard I 1526 senior Racconigi, Migliabruna i Castel Raniero | Bernard I 1526 senior Racconigi, Migliabruna i Castel Raniero |                                                                                         |                                                                                         | Jolanta Adorno 1521                                                                               | Jolanta Adorno 1521                                                                               | Jolanta Adorno 1521                                                                               | Jolanta Adorno 1521                                                                               | Jolanta Adorno 1521                                                                               | Jolanta Adorno 1521                                                                               |                                        |                                        | Antoni Ludwik 1552 senior Cavour       | Antoni Ludwik 1552 senior Cavour       | Antoni Ludwik 1552 senior Cavour   | Antoni Ludwik 1552 senior Cavour   | Antoni Ludwik 1552 senior Cavour                                                          | Antoni Ludwik 1552 senior Cavour                                                          |                                                                                           |                                                                                           | kochanka                                                                                  | kochanka                                                                                  | kochanka                                                        | kochanka                                                        | kochanka                                                        | kochanka                                                        |                                                                |                                                                | Lionetta zm. 1538                  | Lionetta zm. 1538                  | Lionetta zm. 1538                  | Lionetta zm. 1538                  | Lionetta zm. 1538                  | Lionetta zm. 1538                  |                    |                    | Żaklina Montbel                                              | Żaklina Montbel                                              | Żaklina Montbel                                                              | Żaklina Montbel                                                              | Żaklina Montbel                                                              | Żaklina Montbel                                                              |                                                                              |                                                                              | Leonetta Vilanova      | Leonetta Vilanova      | Leonetta Vilanova                                  | Leonetta Vilanova                                  | Leonetta Vilanova                                  | Leonetta Vilanova                                  |                                                    |                                                    | kochanka                                                              | kochanka                                                              | kochanka                                                              | kochanka                                                              | kochanka                                                              | kochanka                                                              |                                    |                                    |
|                                                                   |                                                                   |                                                                   |                                                                   |                                                                   |                                                                   |                                                               |                                                               |                                                               |                                                               |                                                               |                                                               |                                                               |                                                               |                                                                                         |                                                                                         |                                                                                                   |                                                                                                   |                                                                                                   |                                                                                                   |                                                                                                   |                                                                                                   |                                        |                                        |                                        |                                        |                                    |                                    |                                                                                           |                                                                                           |                                                                                           |                                                                                           |                                                                                           |                                                                                           |                                                                 |                                                                 |                                                                 |                                                                 |                                                                |                                                                |                                    |                                    |                                    |                                    |                                    |                                    |                    |                    |                                                              |                                                              |                                                                              |                                                                              |                                                                              |                                                                              |                                                                              |                                                                              |                        |                        |                                                    |                                                    |                                                    |                                                    |                                                    |                                                    |                                                                       |                                                                       |                                                                       |                                                                       |                                                                       |                                                                       |                                    |                                    |
|                                                                   |                                                                   |                                                                   |                                                                   |                                                                   |                                                                   |                                                               |                                                               |                                                               |                                                               |                                                               |                                                               |                                                               |                                                               |                                                                                         |                                                                                         |                                                                                                   |                                                                                                   |                                                                                                   |                                                                                                   |                                                                                                   |                                                                                                   |                                        |                                        |                                        |                                        |                                    |                                    |                                                                                           |                                                                                           |                                                                                           |                                                                                           |                                                                                           |                                                                                           |                                                                 |                                                                 |                                                                 |                                                                 |                                                                |                                                                |                                    |                                    |                                    |                                    |                                    |                                    |                    |                    |                                                              |                                                              |                                                                              |                                                                              |                                                                              |                                                                              |                                                                              |                                                                              |                        |                        |                                                    |                                                    |                                                    |                                                    |                                                    |                                                    |                                                                       |                                                                       |                                                                       |                                                                       |                                                                       |                                                                       |                                    |                                    |
| Goffredo Sabaudzki                                                | Goffredo Sabaudzki                                                | Goffredo Sabaudzki                                                | Goffredo Sabaudzki                                                | Goffredo Sabaudzki                                                | Goffredo Sabaudzki                                                |                                                               |                                                               |                                                               |                                                               |                                                               |                                                               |                                                               |                                                               |                                                                                         |                                                                                         |                                                                                                   |                                                                                                   |                                                                                                   |                                                                                                   |                                                                                                   |                                                                                                   |                                        |                                        | Joanna Ponteves 1555                   | Joanna Ponteves 1555                   | Joanna Ponteves 1555               | Joanna Ponteves 1555               | Joanna Ponteves 1555                                                                      | Joanna Ponteves 1555                                                                      |                                                                                           |                                                                                           | Julian po 1522                                                                            | Julian po 1522                                                                            | Julian po 1522                                                  | Julian po 1522                                                  | Julian po 1522                                                  | Julian po 1522                                                  |                                                                |                                                                | Aleramo Valperga senior Cercenasco | Aleramo Valperga senior Cercenasco | Aleramo Valperga senior Cercenasco | Aleramo Valperga senior Cercenasco | Aleramo Valperga senior Cercenasco | Aleramo Valperga senior Cercenasco |                    |                    | Beatrycze 1602                                               | Beatrycze 1602                                               | Beatrycze 1602                                                               | Beatrycze 1602                                                               | Beatrycze 1602                                                               | Beatrycze 1602                                                               |                                                                              |                                                                              | Jakub 1538             | Jakub 1538             | Jakub 1538                                         | Jakub 1538                                         | Jakub 1538                                         | Jakub 1538                                         |                                                    |                                                    | Ludwik 1538                                                           | Ludwik 1538                                                           | Ludwik 1538                                                           | Ludwik 1538                                                           | Ludwik 1538                                                           | Ludwik 1538                                                           |                                    |                                    |
| Goffredo Sabaudzki                                                | Goffredo Sabaudzki                                                | Goffredo Sabaudzki                                                | Goffredo Sabaudzki                                                | Goffredo Sabaudzki                                                | Goffredo Sabaudzki                                                |                                                               |                                                               |                                                               |                                                               |                                                               |                                                               |                                                               |                                                               |                                                                                         |                                                                                         |                                                                                                   |                                                                                                   |                                                                                                   |                                                                                                   |                                                                                                   |                                                                                                   |                                        |                                        | Joanna Ponteves 1555                   | Joanna Ponteves 1555                   | Joanna Ponteves 1555               | Joanna Ponteves 1555               | Joanna Ponteves 1555                                                                      | Joanna Ponteves 1555                                                                      |                                                                                           |                                                                                           | Julian po 1522                                                                            | Julian po 1522                                                                            | Julian po 1522                                                  | Julian po 1522                                                  | Julian po 1522                                                  | Julian po 1522                                                  |                                                                |                                                                | Aleramo Valperga senior Cercenasco | Aleramo Valperga senior Cercenasco | Aleramo Valperga senior Cercenasco | Aleramo Valperga senior Cercenasco | Aleramo Valperga senior Cercenasco | Aleramo Valperga senior Cercenasco |                    |                    | Beatrycze 1602                                               | Beatrycze 1602                                               | Beatrycze 1602                                                               | Beatrycze 1602                                                               | Beatrycze 1602                                                               | Beatrycze 1602                                                               |                                                                              |                                                                              | Jakub 1538             | Jakub 1538             | Jakub 1538                                         | Jakub 1538                                         | Jakub 1538                                         | Jakub 1538                                         |                                                    |                                                    | Ludwik 1538                                                           | Ludwik 1538                                                           | Ludwik 1538                                                           | Ludwik 1538                                                           | Ludwik 1538                                                           | Ludwik 1538                                                           |                                    |                                    |
|                                                                   |                                                                   |                                                                   |                                                                   |                                                                   |                                                                   |                                                               |                                                               |                                                               |                                                               |                                                               |                                                               |                                                               |                                                               |                                                                                         |                                                                                         |                                                                                                   |                                                                                                   |                                                                                                   |                                                                                                   |                                                                                                   |                                                                                                   |                                        |                                        |                                        |                                        |                                    |                                    |                                                                                           |                                                                                           |                                                                                           |                                                                                           |                                                                                           |                                                                                           |                                                                 |                                                                 |                                                                 |                                                                 |                                                                |                                                                |                                    |                                    |                                    |                                    |                                    |                                    |                    |                    |                                                              |                                                              |                                                                              |                                                                              |                                                                              |                                                                              |                                                                              |                                                                              |                        |                        |                                                    |                                                    |                                                    |                                                    |                                                    |                                                    |                                                                       |                                                                       |                                                                       |                                                                       |                                                                       |                                                                       |                                    |                                    |
| Manfred Saluzzo 1450–1510 senior Cardè                            | Manfred Saluzzo 1450–1510 senior Cardè                            | Manfred Saluzzo 1450–1510 senior Cardè                            | Manfred Saluzzo 1450–1510 senior Cardè                            | Manfred Saluzzo 1450–1510 senior Cardè                            | Manfred Saluzzo 1450–1510 senior Cardè                            |                                                               |                                                               |                                                               |                                                               |                                                               |                                                               |                                                               |                                                               |                                                                                         |                                                                                         |                                                                                                   |                                                                                                   |                                                                                                   |                                                                                                   |                                                                                                   |                                                                                                   |                                        |                                        | Florimonda Costa -po 1553              | Florimonda Costa -po 1553              | Florimonda Costa -po 1553          | Florimonda Costa -po 1553          | Florimonda Costa -po 1553                                                                 | Florimonda Costa -po 1553                                                                 |                                                                                           |                                                                                           |                                                                                           |                                                                                           |                                                                 |                                                                 |                                                                 |                                                                 |                                                                |                                                                |                                    |                                    |                                    |                                    |                                    |                                    |                    |                    | Karol Manfred zm. 1577 hrabia Luserny                        | Karol Manfred zm. 1577 hrabia Luserny                        | Karol Manfred zm. 1577 hrabia Luserny                                        | Karol Manfred zm. 1577 hrabia Luserny                                        | Karol Manfred zm. 1577 hrabia Luserny                                        | Karol Manfred zm. 1577 hrabia Luserny                                        |                                                                              |                                                                              |                        |                        |                                                    |                                                    |                                                    |                                                    |                                                    |                                                    |                                                                       |                                                                       |                                                                       |                                                                       |                                                                       |                                                                       |                                    |                                    |
| Manfred Saluzzo 1450–1510 senior Cardè                            | Manfred Saluzzo 1450–1510 senior Cardè                            | Manfred Saluzzo 1450–1510 senior Cardè                            | Manfred Saluzzo 1450–1510 senior Cardè                            | Manfred Saluzzo 1450–1510 senior Cardè                            | Manfred Saluzzo 1450–1510 senior Cardè                            |                                                               |                                                               |                                                               |                                                               |                                                               |                                                               |                                                               |                                                               |                                                                                         |                                                                                         |                                                                                                   |                                                                                                   |                                                                                                   |                                                                                                   |                                                                                                   |                                                                                                   |                                        |                                        | Florimonda Costa -po 1553              | Florimonda Costa -po 1553              | Florimonda Costa -po 1553          | Florimonda Costa -po 1553          | Florimonda Costa -po 1553                                                                 | Florimonda Costa -po 1553                                                                 |                                                                                           |                                                                                           |                                                                                           |                                                                                           |                                                                 |                                                                 |                                                                 |                                                                 |                                                                |                                                                |                                    |                                    |                                    |                                    |                                    |                                    |                    |                    | Karol Manfred zm. 1577 hrabia Luserny                        | Karol Manfred zm. 1577 hrabia Luserny                        | Karol Manfred zm. 1577 hrabia Luserny                                        | Karol Manfred zm. 1577 hrabia Luserny                                        | Karol Manfred zm. 1577 hrabia Luserny                                        | Karol Manfred zm. 1577 hrabia Luserny                                        |                                                                              |                                                                              |                        |                        |                                                    |                                                    |                                                    |                                                    |                                                    |                                                    |                                                                       |                                                                       |                                                                       |                                                                       |                                                                       |                                                                       |                                    |                                    |
|                                                                   |                                                                   |                                                                   |                                                                   |                                                                   |                                                                   |                                                               |                                                               |                                                               |                                                               |                                                               |                                                               |                                                               |                                                               |                                                                                         |                                                                                         |                                                                                                   |                                                                                                   |                                                                                                   |                                                                                                   |                                                                                                   |                                                                                                   |                                        |                                        |                                        |                                        |                                    |                                    |                                                                                           |                                                                                           |                                                                                           |                                                                                           |                                                                                           |                                                                                           |                                                                 |                                                                 |                                                                 |                                                                 |                                                                |                                                                |                                    |                                    |                                    |                                    |                                    |                                    |                    |                    |                                                              |                                                              |                                                                              |                                                                              |                                                                              |                                                                              |                                                                              |                                                                              |                        |                        |                                                    |                                                    |                                                    |                                                    |                                                    |                                                    |                                                                       |                                                                       |                                                                       |                                                                       |                                                                       |                                                                       |                                    |                                    |
|                                                                   |                                                                   |                                                                   |                                                                   |                                                                   |                                                                   |                                                               |                                                               |                                                               |                                                               |                                                               |                                                               |                                                               |                                                               |                                                                                         |                                                                                         |                                                                                                   |                                                                                                   |                                                                                                   |                                                                                                   |                                                                                                   |                                                                                                   |                                        |                                        |                                        |                                        |                                    |                                    |                                                                                           |                                                                                           |                                                                                           |                                                                                           |                                                                                           |                                                                                           |                                                                 |                                                                 |                                                                 |                                                                 |                                                                |                                                                |                                    |                                    |                                    |                                    |                                    |                                    |                    |                    |                                                              |                                                              |                                                                              |                                                                              |                                                                              |                                                                              |                                                                              |                                                                              |                        |                        |                                                    |                                                    |                                                    |                                                    |                                                    |                                                    |                                                                       |                                                                       |                                                                       |                                                                       |                                                                       |                                                                       |                                    |                                    |
| Ludwik II -po 1570 senior Racconigi, Migliabruna i Castel Raniero | Ludwik II -po 1570 senior Racconigi, Migliabruna i Castel Raniero | Ludwik II -po 1570 senior Racconigi, Migliabruna i Castel Raniero | Ludwik II -po 1570 senior Racconigi, Migliabruna i Castel Raniero | Ludwik II -po 1570 senior Racconigi, Migliabruna i Castel Raniero | Ludwik II -po 1570 senior Racconigi, Migliabruna i Castel Raniero |                                                               |                                                               | Paula Costa Trinita                                           | Paula Costa Trinita                                           | Paula Costa Trinita                                           | Paula Costa Trinita                                           | Paula Costa Trinita                                           | Paula Costa Trinita                                           |                                                                                         |                                                                                         | Filip zm. 1581 senior Racconigi, Migliabruna i Castel Raniero, hrabia Pancalieri, markiz Tegerone | Filip zm. 1581 senior Racconigi, Migliabruna i Castel Raniero, hrabia Pancalieri, markiz Tegerone | Filip zm. 1581 senior Racconigi, Migliabruna i Castel Raniero, hrabia Pancalieri, markiz Tegerone | Filip zm. 1581 senior Racconigi, Migliabruna i Castel Raniero, hrabia Pancalieri, markiz Tegerone | Filip zm. 1581 senior Racconigi, Migliabruna i Castel Raniero, hrabia Pancalieri, markiz Tegerone | Filip zm. 1581 senior Racconigi, Migliabruna i Castel Raniero, hrabia Pancalieri, markiz Tegerone |                                        |                                        | Nida Nucetti lub ? Noceti kochanka     | Nida Nucetti lub ? Noceti kochanka     | Nida Nucetti lub ? Noceti kochanka | Nida Nucetti lub ? Noceti kochanka | Nida Nucetti lub ? Noceti kochanka                                                        | Nida Nucetti lub ? Noceti kochanka                                                        |                                                                                           |                                                                                           | Klaudiusz - po 1579 hrabia Pancalieri, senior Cavour i Casselle                           | Klaudiusz - po 1579 hrabia Pancalieri, senior Cavour i Casselle                           | Klaudiusz - po 1579 hrabia Pancalieri, senior Cavour i Casselle | Klaudiusz - po 1579 hrabia Pancalieri, senior Cavour i Casselle | Klaudiusz - po 1579 hrabia Pancalieri, senior Cavour i Casselle | Klaudiusz - po 1579 hrabia Pancalieri, senior Cavour i Casselle |                                                                |                                                                | Maria Gondi                        | Maria Gondi                        | Maria Gondi                        | Maria Gondi                        | Maria Gondi                        | Maria Gondi                        |                    |                    | Karol - po 1578                                              | Karol - po 1578                                              | Karol - po 1578                                                              | Karol - po 1578                                                              | Karol - po 1578                                                              | Karol - po 1578                                                              |                                                                              |                                                                              | Franciszek zm. 1544    | Franciszek zm. 1544    | Franciszek zm. 1544                                | Franciszek zm. 1544                                | Franciszek zm. 1544                                | Franciszek zm. 1544                                |                                                    |                                                    | Małgorzata Bolleris zm. 1589                                          | Małgorzata Bolleris zm. 1589                                          | Małgorzata Bolleris zm. 1589                                          | Małgorzata Bolleris zm. 1589                                          | Małgorzata Bolleris zm. 1589                                          | Małgorzata Bolleris zm. 1589                                          |                                    |                                    |
| Ludwik II -po 1570 senior Racconigi, Migliabruna i Castel Raniero | Ludwik II -po 1570 senior Racconigi, Migliabruna i Castel Raniero | Ludwik II -po 1570 senior Racconigi, Migliabruna i Castel Raniero | Ludwik II -po 1570 senior Racconigi, Migliabruna i Castel Raniero | Ludwik II -po 1570 senior Racconigi, Migliabruna i Castel Raniero | Ludwik II -po 1570 senior Racconigi, Migliabruna i Castel Raniero |                                                               |                                                               | Paula Costa Trinita                                           | Paula Costa Trinita                                           | Paula Costa Trinita                                           | Paula Costa Trinita                                           | Paula Costa Trinita                                           | Paula Costa Trinita                                           |                                                                                         |                                                                                         | Filip zm. 1581 senior Racconigi, Migliabruna i Castel Raniero, hrabia Pancalieri, markiz Tegerone | Filip zm. 1581 senior Racconigi, Migliabruna i Castel Raniero, hrabia Pancalieri, markiz Tegerone | Filip zm. 1581 senior Racconigi, Migliabruna i Castel Raniero, hrabia Pancalieri, markiz Tegerone | Filip zm. 1581 senior Racconigi, Migliabruna i Castel Raniero, hrabia Pancalieri, markiz Tegerone | Filip zm. 1581 senior Racconigi, Migliabruna i Castel Raniero, hrabia Pancalieri, markiz Tegerone | Filip zm. 1581 senior Racconigi, Migliabruna i Castel Raniero, hrabia Pancalieri, markiz Tegerone |                                        |                                        | Nida Nucetti lub ? Noceti kochanka     | Nida Nucetti lub ? Noceti kochanka     | Nida Nucetti lub ? Noceti kochanka | Nida Nucetti lub ? Noceti kochanka | Nida Nucetti lub ? Noceti kochanka                                                        | Nida Nucetti lub ? Noceti kochanka                                                        |                                                                                           |                                                                                           | Klaudiusz - po 1579 hrabia Pancalieri, senior Cavour i Casselle                           | Klaudiusz - po 1579 hrabia Pancalieri, senior Cavour i Casselle                           | Klaudiusz - po 1579 hrabia Pancalieri, senior Cavour i Casselle | Klaudiusz - po 1579 hrabia Pancalieri, senior Cavour i Casselle | Klaudiusz - po 1579 hrabia Pancalieri, senior Cavour i Casselle | Klaudiusz - po 1579 hrabia Pancalieri, senior Cavour i Casselle |                                                                |                                                                | Maria Gondi                        | Maria Gondi                        | Maria Gondi                        | Maria Gondi                        | Maria Gondi                        | Maria Gondi                        |                    |                    | Karol - po 1578                                              | Karol - po 1578                                              | Karol - po 1578                                                              | Karol - po 1578                                                              | Karol - po 1578                                                              | Karol - po 1578                                                              |                                                                              |                                                                              | Franciszek zm. 1544    | Franciszek zm. 1544    | Franciszek zm. 1544                                | Franciszek zm. 1544                                | Franciszek zm. 1544                                | Franciszek zm. 1544                                |                                                    |                                                    | Małgorzata Bolleris zm. 1589                                          | Małgorzata Bolleris zm. 1589                                          | Małgorzata Bolleris zm. 1589                                          | Małgorzata Bolleris zm. 1589                                          | Małgorzata Bolleris zm. 1589                                          | Małgorzata Bolleris zm. 1589                                          |                                    |                                    |
|                                                                   |                                                                   |                                                                   |                                                                   |                                                                   |                                                                   |                                                               |                                                               |                                                               |                                                               |                                                               |                                                               |                                                               |                                                               |                                                                                         |                                                                                         |                                                                                                   |                                                                                                   |                                                                                                   |                                                                                                   |                                                                                                   |                                                                                                   |                                        |                                        |                                        |                                        |                                    |                                    |                                                                                           |                                                                                           |                                                                                           |                                                                                           |                                                                                           |                                                                                           |                                                                 |                                                                 |                                                                 |                                                                 |                                                                |                                                                |                                    |                                    |                                    |                                    |                                    |                                    |                    |                    |                                                              |                                                              |                                                                              |                                                                              |                                                                              |                                                                              |                                                                              |                                                                              |                        |                        |                                                    |                                                    |                                                    |                                                    |                                                    |                                                    |                                                                       |                                                                       |                                                                       |                                                                       |                                                                       |                                                                       |                                    |                                    |
|                                                                   |                                                                   |                                                                   |                                                                   |                                                                   |                                                                   |                                                               |                                                               |                                                               |                                                               |                                                               |                                                               |                                                               |                                                               |                                                                                         |                                                                                         |                                                                                                   |                                                                                                   |                                                                                                   |                                                                                                   | Weronika lub Małgorzata legitimizowana                                                            | Weronika lub Małgorzata legitimizowana                                                            | Weronika lub Małgorzata legitimizowana | Weronika lub Małgorzata legitimizowana | Weronika lub Małgorzata legitimizowana | Weronika lub Małgorzata legitimizowana |                                    |                                    | Klemens Vivalda - po 1605 baron Mombarcano                                                | Klemens Vivalda - po 1605 baron Mombarcano                                                | Klemens Vivalda - po 1605 baron Mombarcano                                                | Klemens Vivalda - po 1605 baron Mombarcano                                                | Klemens Vivalda - po 1605 baron Mombarcano                                                | Klemens Vivalda - po 1605 baron Mombarcano                                                |                                                                 |                                                                 |                                                                 |                                                                 |                                                                |                                                                |                                    |                                    |                                    |                                    |                                    |                                    |                    |                    |                                                              |                                                              |                                                                              |                                                                              |                                                                              |                                                                              |                                                                              |                                                                              |                        |                        |                                                    |                                                    |                                                    |                                                    |                                                    |                                                    |                                                                       |                                                                       |                                                                       |                                                                       |                                                                       |                                                                       |                                    |                                    |
|                                                                   |                                                                   |                                                                   |                                                                   |                                                                   |                                                                   |                                                               |                                                               |                                                               |                                                               |                                                               |                                                               |                                                               |                                                               |                                                                                         |                                                                                         |                                                                                                   |                                                                                                   |                                                                                                   |                                                                                                   | Weronika lub Małgorzata legitimizowana                                                            | Weronika lub Małgorzata legitimizowana                                                            | Weronika lub Małgorzata legitimizowana | Weronika lub Małgorzata legitimizowana | Weronika lub Małgorzata legitimizowana | Weronika lub Małgorzata legitimizowana |                                    |                                    | Klemens Vivalda - po 1605 baron Mombarcano                                                | Klemens Vivalda - po 1605 baron Mombarcano                                                | Klemens Vivalda - po 1605 baron Mombarcano                                                | Klemens Vivalda - po 1605 baron Mombarcano                                                | Klemens Vivalda - po 1605 baron Mombarcano                                                | Klemens Vivalda - po 1605 baron Mombarcano                                                |                                                                 |                                                                 |                                                                 |                                                                 |                                                                |                                                                |                                    |                                    |                                    |                                    |                                    |                                    |                    |                    |                                                              |                                                              |                                                                              |                                                                              |                                                                              |                                                                              |                                                                              |                                                                              |                        |                        |                                                    |                                                    |                                                    |                                                    |                                                    |                                                    |                                                                       |                                                                       |                                                                       |                                                                       |                                                                       |                                                                       |                                    |                                    |
|                                                                   |                                                                   |                                                                   |                                                                   |                                                                   |                                                                   |                                                               |                                                               |                                                               |                                                               |                                                               |                                                               |                                                               |                                                               |                                                                                         |                                                                                         |                                                                                                   |                                                                                                   |                                                                                                   |                                                                                                   |                                                                                                   |                                                                                                   |                                        |                                        |                                        |                                        |                                    |                                    |                                                                                           |                                                                                           |                                                                                           |                                                                                           |                                                                                           |                                                                                           |                                                                 |                                                                 |                                                                 |                                                                 |                                                                |                                                                |                                    |                                    |                                    |                                    |                                    |                                    |                    |                    |                                                              |                                                              |                                                                              |                                                                              |                                                                              |                                                                              |                                                                              |                                                                              |                        |                        |                                                    |                                                    |                                                    |                                                    |                                                    |                                                    |                                                                       |                                                                       |                                                                       |                                                                       |                                                                       |                                                                       |                                    |                                    |
|                                                                   |                                                                   |                                                                   |                                                                   |                                                                   |                                                                   |                                                               |                                                               |                                                               |                                                               |                                                               |                                                               |                                                               |                                                               |                                                                                         |                                                                                         |                                                                                                   |                                                                                                   |                                                                                                   |                                                                                                   |                                                                                                   |                                                                                                   |                                        |                                        |                                        |                                        |                                    |                                    |                                                                                           |                                                                                           |                                                                                           |                                                                                           |                                                                                           |                                                                                           |                                                                 |                                                                 |                                                                 |                                                                 |                                                                |                                                                |                                    |                                    |                                    |                                    |                                    |                                    |                    |                    |                                                              |                                                              |                                                                              |                                                                              |                                                                              |                                                                              |                                                                              |                                                                              |                        |                        |                                                    |                                                    |                                                    |                                                    |                                                    |                                                    |                                                                       |                                                                       |                                                                       |                                                                       |                                                                       |                                                                       |                                    |                                    |
|                                                                   |                                                                   | Jolanta                                                           | Jolanta                                                           | Jolanta                                                           | Jolanta                                                           | Jolanta                                                       | Jolanta                                                       |                                                               |                                                               | Oktawian Henryk hrabia Cremieu                                | Oktawian Henryk hrabia Cremieu                                | Oktawian Henryk hrabia Cremieu                                | Oktawian Henryk hrabia Cremieu                                | Oktawian Henryk hrabia Cremieu                                                          | Oktawian Henryk hrabia Cremieu                                                          |                                                                                                   |                                                                                                   | Amadeusz Ludwik zm. 1571                                                                          | Amadeusz Ludwik zm. 1571                                                                          | Amadeusz Ludwik zm. 1571                                                                          | Amadeusz Ludwik zm. 1571                                                                          | Amadeusz Ludwik zm. 1571               | Amadeusz Ludwik zm. 1571               |                                        |                                        | Bona                               | Bona                               | Bona                                                                                      | Bona                                                                                      | Bona                                                                                      | Bona                                                                                      |                                                                                           |                                                                                           | Klaudiusz Challant 1590 baron Fenis, Saint-Vincent i Villarsel  | Klaudiusz Challant 1590 baron Fenis, Saint-Vincent i Villarsel  | Klaudiusz Challant 1590 baron Fenis, Saint-Vincent i Villarsel  | Klaudiusz Challant 1590 baron Fenis, Saint-Vincent i Villarsel  | Klaudiusz Challant 1590 baron Fenis, Saint-Vincent i Villarsel | Klaudiusz Challant 1590 baron Fenis, Saint-Vincent i Villarsel |                                    |                                    | Luiza                              | Luiza                              | Luiza                              | Luiza                              | Luiza              | Luiza              |                                                              |                                                              | Isnardo Roero hrabia Sanfre                                                  | Isnardo Roero hrabia Sanfre                                                  | Isnardo Roero hrabia Sanfre                                                  | Isnardo Roero hrabia Sanfre                                                  | Isnardo Roero hrabia Sanfre                                                  | Isnardo Roero hrabia Sanfre                                                  |                        |                        | Jan Chrzciciel 1549–1585 markiz Tegerone, la Cluse | Jan Chrzciciel 1549–1585 markiz Tegerone, la Cluse | Jan Chrzciciel 1549–1585 markiz Tegerone, la Cluse | Jan Chrzciciel 1549–1585 markiz Tegerone, la Cluse | Jan Chrzciciel 1549–1585 markiz Tegerone, la Cluse | Jan Chrzciciel 1549–1585 markiz Tegerone, la Cluse |                                                                       |                                                                       | Bendykta Spinola markiza Garressio                                    | Bendykta Spinola markiza Garressio                                    | Bendykta Spinola markiza Garressio                                    | Bendykta Spinola markiza Garressio                                    | Bendykta Spinola markiza Garressio | Bendykta Spinola markiza Garressio |
|                                                                   |                                                                   | Jolanta                                                           | Jolanta                                                           | Jolanta                                                           | Jolanta                                                           | Jolanta                                                       | Jolanta                                                       |                                                               |                                                               | Oktawian Henryk hrabia Cremieu                                | Oktawian Henryk hrabia Cremieu                                | Oktawian Henryk hrabia Cremieu                                | Oktawian Henryk hrabia Cremieu                                | Oktawian Henryk hrabia Cremieu                                                          | Oktawian Henryk hrabia Cremieu                                                          |                                                                                                   |                                                                                                   | Amadeusz Ludwik zm. 1571                                                                          | Amadeusz Ludwik zm. 1571                                                                          | Amadeusz Ludwik zm. 1571                                                                          | Amadeusz Ludwik zm. 1571                                                                          | Amadeusz Ludwik zm. 1571               | Amadeusz Ludwik zm. 1571               |                                        |                                        | Bona                               | Bona                               | Bona                                                                                      | Bona                                                                                      | Bona                                                                                      | Bona                                                                                      |                                                                                           |                                                                                           | Klaudiusz Challant 1590 baron Fenis, Saint-Vincent i Villarsel  | Klaudiusz Challant 1590 baron Fenis, Saint-Vincent i Villarsel  | Klaudiusz Challant 1590 baron Fenis, Saint-Vincent i Villarsel  | Klaudiusz Challant 1590 baron Fenis, Saint-Vincent i Villarsel  | Klaudiusz Challant 1590 baron Fenis, Saint-Vincent i Villarsel | Klaudiusz Challant 1590 baron Fenis, Saint-Vincent i Villarsel |                                    |                                    | Luiza                              | Luiza                              | Luiza                              | Luiza                              | Luiza              | Luiza              |                                                              |                                                              | Isnardo Roero hrabia Sanfre                                                  | Isnardo Roero hrabia Sanfre                                                  | Isnardo Roero hrabia Sanfre                                                  | Isnardo Roero hrabia Sanfre                                                  | Isnardo Roero hrabia Sanfre                                                  | Isnardo Roero hrabia Sanfre                                                  |                        |                        | Jan Chrzciciel 1549–1585 markiz Tegerone, la Cluse | Jan Chrzciciel 1549–1585 markiz Tegerone, la Cluse | Jan Chrzciciel 1549–1585 markiz Tegerone, la Cluse | Jan Chrzciciel 1549–1585 markiz Tegerone, la Cluse | Jan Chrzciciel 1549–1585 markiz Tegerone, la Cluse | Jan Chrzciciel 1549–1585 markiz Tegerone, la Cluse |                                                                       |                                                                       | Bendykta Spinola markiza Garressio                                    | Bendykta Spinola markiza Garressio                                    | Bendykta Spinola markiza Garressio                                    | Bendykta Spinola markiza Garressio                                    | Bendykta Spinola markiza Garressio | Bendykta Spinola markiza Garressio |
|                                                                   |                                                                   |                                                                   |                                                                   |                                                                   |                                                                   |                                                               |                                                               |                                                               |                                                               |                                                               |                                                               |                                                               |                                                               |                                                                                         |                                                                                         |                                                                                                   |                                                                                                   |                                                                                                   |                                                                                                   |                                                                                                   |                                                                                                   |                                        |                                        |                                        |                                        |                                    |                                    |                                                                                           |                                                                                           |                                                                                           |                                                                                           |                                                                                           |                                                                                           |                                                                 |                                                                 |                                                                 |                                                                 |                                                                |                                                                |                                    |                                    |                                    |                                    |                                    |                                    |                    |                    |                                                              |                                                              |                                                                              |                                                                              |                                                                              |                                                                              |                                                                              |                                                                              |                        |                        |                                                    |                                                    |                                                    |                                                    |                                                    |                                                    |                                                                       |                                                                       |                                                                       |                                                                       |                                                                       |                                                                       |                                    |                                    |
|                                                                   |                                                                   |                                                                   |                                                                   |                                                                   |                                                                   |                                                               |                                                               |                                                               |                                                               |                                                               |                                                               |                                                               |                                                               |                                                                                         |                                                                                         |                                                                                                   |                                                                                                   |                                                                                                   |                                                                                                   |                                                                                                   |                                                                                                   |                                        |                                        |                                        |                                        |                                    |                                    |                                                                                           |                                                                                           |                                                                                           |                                                                                           |                                                                                           |                                                                                           |                                                                 |                                                                 |                                                                 |                                                                 |                                                                |                                                                |                                    |                                    |                                    |                                    |                                    |                                    |                    |                    |                                                              |                                                              |                                                                              |                                                                              |                                                                              |                                                                              |                                                                              |                                                                              |                        |                        |                                                    |                                                    |                                                    |                                                    |                                                    |                                                    |                                                                       |                                                                       |                                                                       |                                                                       |                                                                       |                                                                       |                                    |                                    |
| Bernard II zm. 1605 hrabia Racconigi i Pancalieri                 | Bernard II zm. 1605 hrabia Racconigi i Pancalieri                 | Bernard II zm. 1605 hrabia Racconigi i Pancalieri                 | Bernard II zm. 1605 hrabia Racconigi i Pancalieri                 | Bernard II zm. 1605 hrabia Racconigi i Pancalieri                 | Bernard II zm. 1605 hrabia Racconigi i Pancalieri                 |                                                               |                                                               | Izabela Grillet Pommier, zm. 1625 markiza la Cluse            | Izabela Grillet Pommier, zm. 1625 markiza la Cluse            | Izabela Grillet Pommier, zm. 1625 markiza la Cluse            | Izabela Grillet Pommier, zm. 1625 markiza la Cluse            | Izabela Grillet Pommier, zm. 1625 markiza la Cluse            | Izabela Grillet Pommier, zm. 1625 markiza la Cluse            |                                                                                         |                                                                                         | Franciszek zm. 1571                                                                               | Franciszek zm. 1571                                                                               | Franciszek zm. 1571                                                                               | Franciszek zm. 1571                                                                               | Franciszek zm. 1571                                                                               | Franciszek zm. 1571                                                                               |                                        |                                        | Filibert zm. 1585                      | Filibert zm. 1585                      | Filibert zm. 1585                  | Filibert zm. 1585                  | Filibert zm. 1585                                                                         | Filibert zm. 1585                                                                         |                                                                                           |                                                                                           | Oktawia Solari Moretta                                                                    | Oktawia Solari Moretta                                                                    | Oktawia Solari Moretta                                          | Oktawia Solari Moretta                                          | Oktawia Solari Moretta                                          | Oktawia Solari Moretta                                          |                                                                |                                                                | Klaudia zm. 1617                   | Klaudia zm. 1617                   | Klaudia zm. 1617                   | Klaudia zm. 1617                   | Klaudia zm. 1617                   | Klaudia zm. 1617                   |                    |                    | Besso I książę Ferrero-Fieschi, markiz Masserano             | Besso I książę Ferrero-Fieschi, markiz Masserano             | Besso I książę Ferrero-Fieschi, markiz Masserano                             | Besso I książę Ferrero-Fieschi, markiz Masserano                             | Besso I książę Ferrero-Fieschi, markiz Masserano                             | Besso I książę Ferrero-Fieschi, markiz Masserano                             |                                                                              |                                                                              | Oktawia                | Oktawia                | Oktawia                                            | Oktawia                                            | Oktawia                                            | Oktawia                                            |                                                    |                                                    | Jan Franciszek Provana zm. 1589 hrabia Beinette, senior Faule i Leyni | Jan Franciszek Provana zm. 1589 hrabia Beinette, senior Faule i Leyni | Jan Franciszek Provana zm. 1589 hrabia Beinette, senior Faule i Leyni | Jan Franciszek Provana zm. 1589 hrabia Beinette, senior Faule i Leyni | Jan Franciszek Provana zm. 1589 hrabia Beinette, senior Faule i Leyni | Jan Franciszek Provana zm. 1589 hrabia Beinette, senior Faule i Leyni |                                    |                                    |
| Bernard II zm. 1605 hrabia Racconigi i Pancalieri                 | Bernard II zm. 1605 hrabia Racconigi i Pancalieri                 | Bernard II zm. 1605 hrabia Racconigi i Pancalieri                 | Bernard II zm. 1605 hrabia Racconigi i Pancalieri                 | Bernard II zm. 1605 hrabia Racconigi i Pancalieri                 | Bernard II zm. 1605 hrabia Racconigi i Pancalieri                 |                                                               |                                                               | Izabela Grillet Pommier, zm. 1625 markiza la Cluse            | Izabela Grillet Pommier, zm. 1625 markiza la Cluse            | Izabela Grillet Pommier, zm. 1625 markiza la Cluse            | Izabela Grillet Pommier, zm. 1625 markiza la Cluse            | Izabela Grillet Pommier, zm. 1625 markiza la Cluse            | Izabela Grillet Pommier, zm. 1625 markiza la Cluse            |                                                                                         |                                                                                         | Franciszek zm. 1571                                                                               | Franciszek zm. 1571                                                                               | Franciszek zm. 1571                                                                               | Franciszek zm. 1571                                                                               | Franciszek zm. 1571                                                                               | Franciszek zm. 1571                                                                               |                                        |                                        | Filibert zm. 1585                      | Filibert zm. 1585                      | Filibert zm. 1585                  | Filibert zm. 1585                  | Filibert zm. 1585                                                                         | Filibert zm. 1585                                                                         |                                                                                           |                                                                                           | Oktawia Solari Moretta                                                                    | Oktawia Solari Moretta                                                                    | Oktawia Solari Moretta                                          | Oktawia Solari Moretta                                          | Oktawia Solari Moretta                                          | Oktawia Solari Moretta                                          |                                                                |                                                                | Klaudia zm. 1617                   | Klaudia zm. 1617                   | Klaudia zm. 1617                   | Klaudia zm. 1617                   | Klaudia zm. 1617                   | Klaudia zm. 1617                   |                    |                    | Besso I książę Ferrero-Fieschi, markiz Masserano             | Besso I książę Ferrero-Fieschi, markiz Masserano             | Besso I książę Ferrero-Fieschi, markiz Masserano                             | Besso I książę Ferrero-Fieschi, markiz Masserano                             | Besso I książę Ferrero-Fieschi, markiz Masserano                             | Besso I książę Ferrero-Fieschi, markiz Masserano                             |                                                                              |                                                                              | Oktawia                | Oktawia                | Oktawia                                            | Oktawia                                            | Oktawia                                            | Oktawia                                            |                                                    |                                                    | Jan Franciszek Provana zm. 1589 hrabia Beinette, senior Faule i Leyni | Jan Franciszek Provana zm. 1589 hrabia Beinette, senior Faule i Leyni | Jan Franciszek Provana zm. 1589 hrabia Beinette, senior Faule i Leyni | Jan Franciszek Provana zm. 1589 hrabia Beinette, senior Faule i Leyni | Jan Franciszek Provana zm. 1589 hrabia Beinette, senior Faule i Leyni | Jan Franciszek Provana zm. 1589 hrabia Beinette, senior Faule i Leyni |                                    |                                    |
|                                                                   |                                                                   |                                                                   |                                                                   |                                                                   |                                                                   |                                                               |                                                               |                                                               |                                                               |                                                               |                                                               |                                                               |                                                               |                                                                                         |                                                                                         |                                                                                                   |                                                                                                   |                                                                                                   |                                                                                                   |                                                                                                   |                                                                                                   |                                        |                                        |                                        |                                        |                                    |                                    |                                                                                           |                                                                                           |                                                                                           |                                                                                           |                                                                                           |                                                                                           |                                                                 |                                                                 |                                                                 |                                                                 |                                                                |                                                                |                                    |                                    |                                    |                                    |                                    |                                    |                    |                    |                                                              |                                                              |                                                                              |                                                                              |                                                                              |                                                                              |                                                                              |                                                                              |                        |                        |                                                    |                                                    |                                                    |                                                    |                                                    |                                                    |                                                                       |                                                                       |                                                                       |                                                                       |                                                                       |                                                                       |                                    |                                    |

## Artykuły powiązane
- Dom Savoia
- Racconigi